# بووی تریسی
longitudeبووی تریسیlatitudeبووی تریسی
بووی تریسی (به انگلیسی: Bovey Tracey) یک روستا در انگلستان است که در شهرستان دوون واقع شده‌است.

## خصوصیات
بووی تریسی ۶٬۹۲۹ نفر جمعیت دارد.

## خواهرخوانده
شهر Le Molay-Littry خواهرخواندهٔ بووی تریسی هست.